# Prenter
Een prenter was in algemene zin iemand die als niet-betalende passagier een reis mocht meemaken op een zeeschip. De desbetreffende persoon kwam niet voor op de monsterrol. Meestal ging het hierbij om een vissersschip.

## Voorbehouden
In het algemeen was het begrip prenter een omschrijving van een jongere, met name van een jongen, maar bij hoge uitzondering ook wel van een meisje of van een man van hogere leeftijd. Vooral gedurende de jaren van de toenmalige haringvisserij met de vleet, destijds uitgeoefend door zogeheten loggers, was het geen uitzondering dat een vissersschip een, of soms zelfs twee, prenters aan boord meevoerde. Dit vond meestal plaats gedurende de zomervakanties. Het begrip prenter was in elk geval gangbaar in vissersplaatsen als Vlaardingen, Maassluis, Katwijk en Scheveningen. Het wekt daarom de indruk dat het desbetreffende woord expliciet was voorbehouden aan de terminologie zoals deze gangbaar was binnen het wereldje van de zeevisser.   

## Oorsprong
Gebleken is echter dat het begrip prenter zich ook buiten de wereld van de zeevisserij laat kennen. Zo wordt bij het loodswezen een aankomende loods, die voor het opdoen van ervaring meevaart op een loodsboot, aangeduid als prenter. Dat zou kunnen leiden naar de oorsprong van het woord, welke met name zou kunnen liggen binnen de Engelse taal. Daarin wordt in bepaalde gevallen een leerling aangeduid als een apprentice.

## Tentoonstelling
In het Muzee Scheveningen is in 2012 aan de hand van verhalen en foto's van oud-prenters een tentoonstelling opgezet. De titel was Prenters aan boord - The Prenter Experience. Er werd toen ook een gelijknamig boek uitgegeven.